# Dissociation (psykologi)
För andra betydelser, se Dissociation.

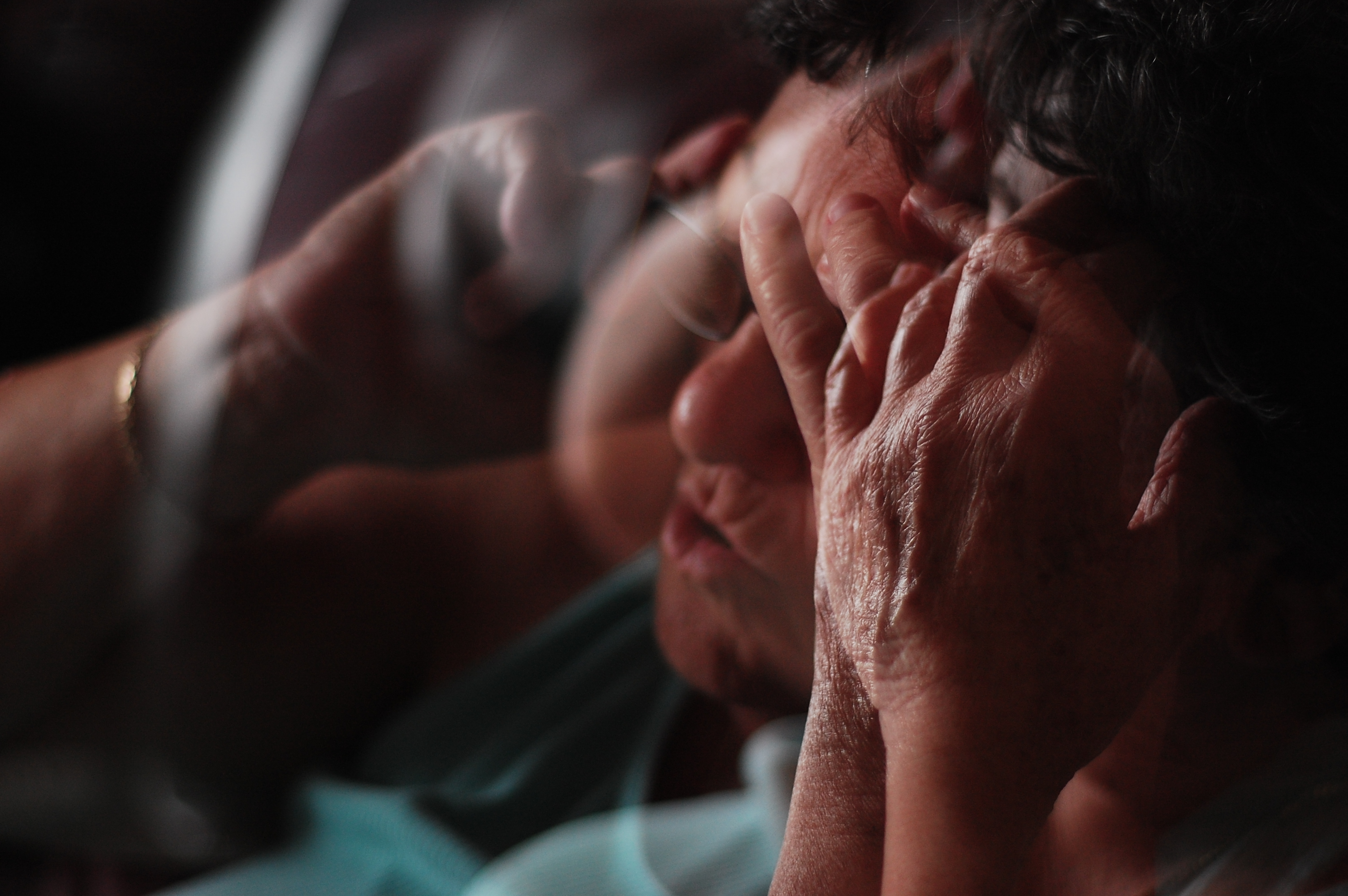
Vid dissociation är det vanligt med en upplevelse av att omgivningen eller händelser känns overkliga, så kallad derealisation

Dissociation beskriver ett psykologiskt tillstånd där en individ i någon grad eller aspekt avskärmar sig från sina upplevelser. 
Det kan ske genom att individen hanterar konflikter eller påfrestningar genom mentalt undvikande som manifesterar sig i ett sammanbrott av vanligtvis integrerade funktioner som mental närvaro, medvetande, minne, perception och motorik. 
Svår dissociation är dels ett symtom vid akut stressreaktion, dissociativa störningar, borderline personlighetsstörning, posttraumatisk stress, komplex posttraumatisk stress. Dels ett tecken på en mer permanent psykisk störning. 
Dissociation i form av depersonalisation kan förutom vid tidigare nämnda fall även förekomma vid drogmissbruk, epilepsi eller schizofreni.

## Etymologi
Ordet kommer från det latinska ordet "dissociare". Dis betyder "skilt åt" och sociare betyder "att förena". Att dissociera betyder således "att upplösa det som varit sammanhållet".

## Definitioner
Med dissociation avses i första hand förändrade upplevelser av sin identitet eller av omgivningen, så kallad depersonalisation, derealisation eller förändrad minnesfunktion till exempel genom bortträngning, fragmentering av minnesbilder, eller genom att minnet prioriterar sensoriska intryck före händelser. Dissociation har ofta en somatisk komponent och med dissociation följer ofta hypestesi, mutism, automatism och andra bortfall av kroppsmedvetande. 
Det finns en överlappning mellan dissociativa störningar och somatoforma störningar, samt med den numera förlegade diagnosen hysteri.
Dissociation kan uppträda i olika svårighetsgrader. Dagdrömmar och uppmärksamhetsproblem kan ses som ett slags mental flykt och är i så fall ett slags dissociation. Även déjà vu kan betraktas som en dissociation. Dessa exempel på former av dissociation är tämligen utbredda och är inte patologiska. Vid svår stress eller traumatiska upplevelser kan allvarligare dissociationer uppträda, där den allvarligare formen är en strukturell dissociation som yttrar sig i en uppdelning av personligheten, vilket ofta kan leda till amnesi inför traumat.
Graden av permanent dissociation kan bedömas med standardiserade test, såsom The Dissociative Experiences Scale som avgör graden av multipel personlighetsstörning.
Dissociation, såsom en passiv livshanteringsstrategi, hänger samman med förhöjda nivåer prolaktin och sänkta nivåer kortisol.
Klyvning där också ofta det engelska ordet splitting används är en psykisk försvarsmekanism som ligger nära dissociation och det diskuteras om det handlar om samma typ av psykiskt försvar..

## Effekter
Traumatiserade människor kan få bestående dissociativa drag, vilket både kan ses vid dissociativa störningar och vid posttraumatisk stress. Med anledning av upptäckten av vittgående dissociation hos soldater som stridit vid fronten under första världskriget, frambringade Charles Samuel Myers ordet "shell shock" (krigsneuros) hos allmänhetens medvetande. Myers menade att traumatiserade människor indelade personligheten i två delar. En emotionell del av personligheten kvarblev i traumat efter att det var över, och var ytterst känslig för påminnelser om det inträffade. En "normal del av personligheten" (apparently normal person) dissocierade sig från traumat och hade svårt att integrera händelsen; i vissa fall hade personen glömt traumat. Jaak Panksepp har framlagt en teori om att detta är en biologiskt styrd och medfödd överlevnadsmekanism, som kan leda till bland annat fobier för sådant som påminner om traumat, och förlust av kroppsmedvetande (såsom sensoriska intryck).
Dissociation kan leda till amnesi. Sådan bortträngning är av olika skäl främst förknippad med barndomstrauman av framför allt sexuella övergrepp. Dock har omkring 5 % av hela befolkningen allvarligare former av dissociativa symtom och omkring en fjärdedel av samtliga med psykiska störningar. En orsak till att det är så förknippat med barndomstrauman kan möjligen vara att barn är känsligare för trauman och därför oftare drabbas av dissociation. Benägenheten för att reagera med dissociation kan möjligen också härledas till psykiska försvarsstrukturer som utvecklas under barndomen. Detta försvar kan aktiveras på grund av övermäktig ensamhet och isolation under barndomen. Dock kan det inte fullständigt förklara den höga prevalensen dissociation bland vuxna.